# Harley Redin
Harley J. Redin (Silverton, 29 agosto 1919 – Plainview, 1º agosto 2020) è stato un allenatore di pallacanestro statunitense, membro del Women's Basketball Hall of Fame dal 1999.

## Carriera
Ha allenato le squadre maschili e femminili della Wayland Baptist University negli anni quaranta e cinquanta. Con le "Flying Queens" ha centrato 431 vittorie e sole 66 sconfitte, conquistato 6 titoli nazionali di Amateur Athletic Union (1956, 1957, 1959, 1961, 1970, 1971) e rimanendo imbattuto per due intere stagioni (1956 e 1957). Ha allenato la Nazionale femminile statunitense in più occasioni.
Redin è considerato una delle figure più rilevanti nella storia della pallacanestro femminile.
Nell'agosto del 2019 ha festeggiato il centesimo compleanno.